# La Revilla (Burgos)
La Revilla es un localidad de la provincia de Burgos, comunidad autónoma de Castilla y León (España), cabecera del municipio de La Revilla y Ahedo.
Tiene una población de 86 habitantes (INE 2018).
Las fiestas de Nuestra Señora de la Vega se celebran sobre la última quincena de agosto y cuentan con una amplia semana cultural (teatro, cine al aire libre, manualidades, excursiones...) y una semana de fiestas (verbenas, charangas, cenas populares, barracas...).
Además, el sábado de fiestas se sigue manteniendo la tradición de cantar "dianas". Un grupo de jóvenes y mayores recorren el pueblo desde las 7 de la mañana, casa a casa, despertando a todos los vecinos, cantando y bailando una jota, acompañados de una pequeña banda de música. 
Además, siguen manteniendo vivas diferentes tradiciones como:
- Canto a las marzas
- Romería a la Virgen del Ámparo
- Datos: Q5965082